# Wendy Hoyte
Wendy Hoyte (née Clarke le 17 décembre 1957) est une athlète britannique spécialiste du sprint. Elle se distingue par un titre sur relais 4 × 100 mètres aux Jeux du Commonwealth de 1982, à Brisbane, et, la même année, une médaille d'argent aux championnats d'Europe sur la même distance ainsi qu'une médaille de bronze aux championnats d'Europe en salle sur 60 m, encore en 1982.

## Biographie
Elle est mariée à Les Hoyte, sprinteur et frère de Trevor Hoyte, finaliste aux Jeux du Commonwealth en 1978 sur 200 m, et la mère des footballeurs Justin Hoyte, international de Trinidad & Tobago, et Gavin Hoyte. Elle est la tante du sprinteur britannique Chris Clarke.

### Palmarès
| Date | Compétition                    | Lieu      | Résultat | Épreuve   | Performance |
| ---- | ------------------------------ | --------- | -------- | --------- | ----------- |
| 1975 | Championnats d'Europe juniors  | Athènes   | 3e       | 100 m     | 11 s 53     |
| 1975 | Championnats d'Europe juniors  | Athènes   | 2e       | 200 m     | 23 s 85     |
| 1976 | Jeux olympiques d'été          | Montréal  | 8e       | 4 × 100 m | 43 s 79     |
| 1978 | Jeux du Commonwealth           | Edmonton  | 8e       | 100 m     | 11 s 48     |
| 1979 | Championnats d'Europe en salle | Vienne    | 4e       | 60 m      | 7 s 26      |
| 1981 | Championnats d'Europe en salle | Grenoble  | 6e       | 50 m      | 6 s 21      |
| 1982 | Championnats d'Europe en salle | Milan     | 3e       | 60 m      | 7 s 27      |
| 1982 | Championnats d'Europe          | Athènes   | 8e       | 100 m     | 12 s 35     |
| 1982 | Championnats d'Europe          | Athènes   | 2e       | 4 × 100 m | 42 s 66     |
| 1982 | Jeux du Commonwealth           | Brisbane  | 5e       | 100 m     | 11 s 31     |
| 1982 | Jeux du Commonwealth           | Brisbane  | 1re      | 4 × 100 m | 43 s 15     |
| 1986 | Championnats d'Europe          | Stuttgart | 5e       | 4 × 100 m | 43 s 44     |
| 1987 | Championnats d'Europe en salle | Liévin    | 5e       | 60 m      | 7 s 27      |

### Records
| Épreuve    | Performance | Lieu     | Date            |
| ---------- | ----------- | -------- | --------------- |
| 50 mètres  | 6 s 21      | Grenoble | 22 février 1981 |
| 60 mètres  | 7 s 20      | Liévin   | 22 février 1987 |
| 100 mètres | 11 s 31     | Brisbane | 4 octobre 1982  |
| 200 mètres | 23 s 82     | Athènes  | 24 août 1975    |